# Massendorfer Schlucht
Die Massendorfer Schlucht ist eine enge Schlucht nahe Massendorf und der Stadt Spalt im mittelfränkischen Landkreis Roth in Bayern.

## Geographie
Die Schlucht liegt im Spalter Hügelland etwa 1200 Meter nordöstlich von Spalt und rund 100 Meter südlich von Massendorf, einem Gemeindeteil von Spalt.
In der Nähe gibt es noch weitere sehenswerte und ähnliche Schluchten, wie das Schnittlinger Loch und das Zigeunerloch bei Schnittling. Östlich der Schlucht befindet sich die frühgeschichtliche Befestigungsanlage Alte Bürg.

## Beschreibung
Bei der Massendorfer Schlucht handelt es sich um eine etwa 300 Meter lange, 50 Meter breite und bis zu 20 Meter tiefe Schlucht im Burgsandstein. Dort hat sich ein kleiner Bach, der am oberen Ende der Schlucht entspringt, tief in den Burgsandstein eingegraben. Durch Unterspülung sind dabei auch einige Halbhöhlen entstanden. In der Schlucht sind die Schichten des Burgsandsteins anhand von Aufschlüssen sowie Felsabrüchen gut zu sehen.
Die Massendorfer Schlucht ist vom Bayerischen Landesamt für Umwelt als Geotop 576R001 ausgewiesen. Es ist geplant, die gesamte Schlucht unter Schutz zu stellen und als geschützten Landschaftsbestandteil auszuweisen.

## Erschließung
Die Schlucht ist ganzjährig frei zugänglich. Südlich von Massendorf befindet sich ein kleiner Parkplatz, von dem sie zu Fuß in zehn Minuten zu erreichen ist. Nach Regenperioden und Schneeschmelzen ist sie etwas schwerer zugänglich.
Durch die Schlucht führen einige ausgeschilderte Wanderwege.